# Bever–Scuol-Tarasp-vasútvonal
A Bever–Scuol-Tarasp-vasútvonal a svájci RhB vasúttársaság egyik vasútvonala, mely Bevert köti össze Scuol-Tarasppal, ahol a vasútvonal fejállomása is található.
A 49,5 km hosszúságú, 1000 mm-es nyomtávolságú, egyvágányú vasútvonal 1903 és 1913 között épült meg több szakaszban. Később 11 kV 16,7 Hz váltakozó árammal villamosították.

## Galéria

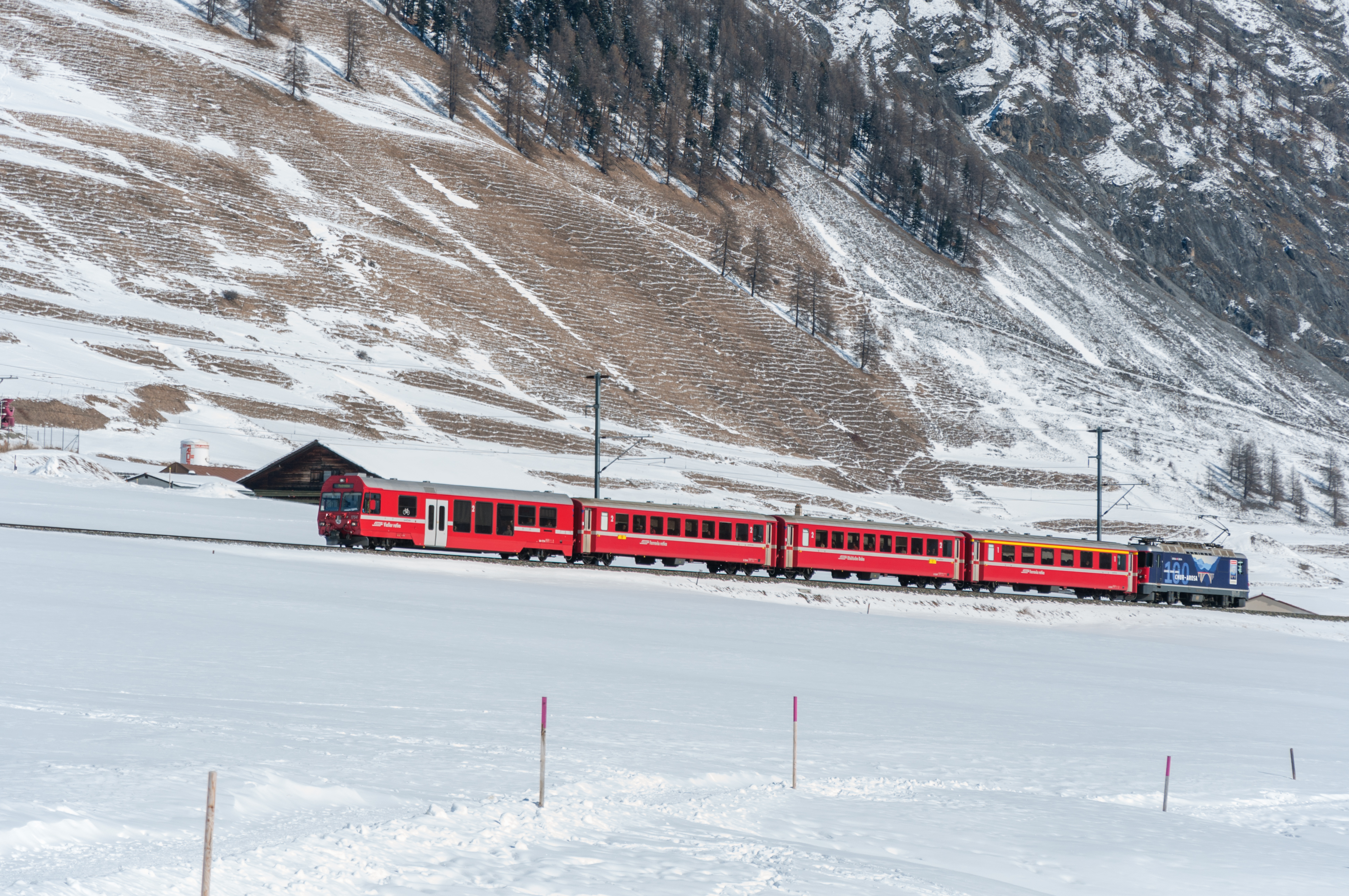
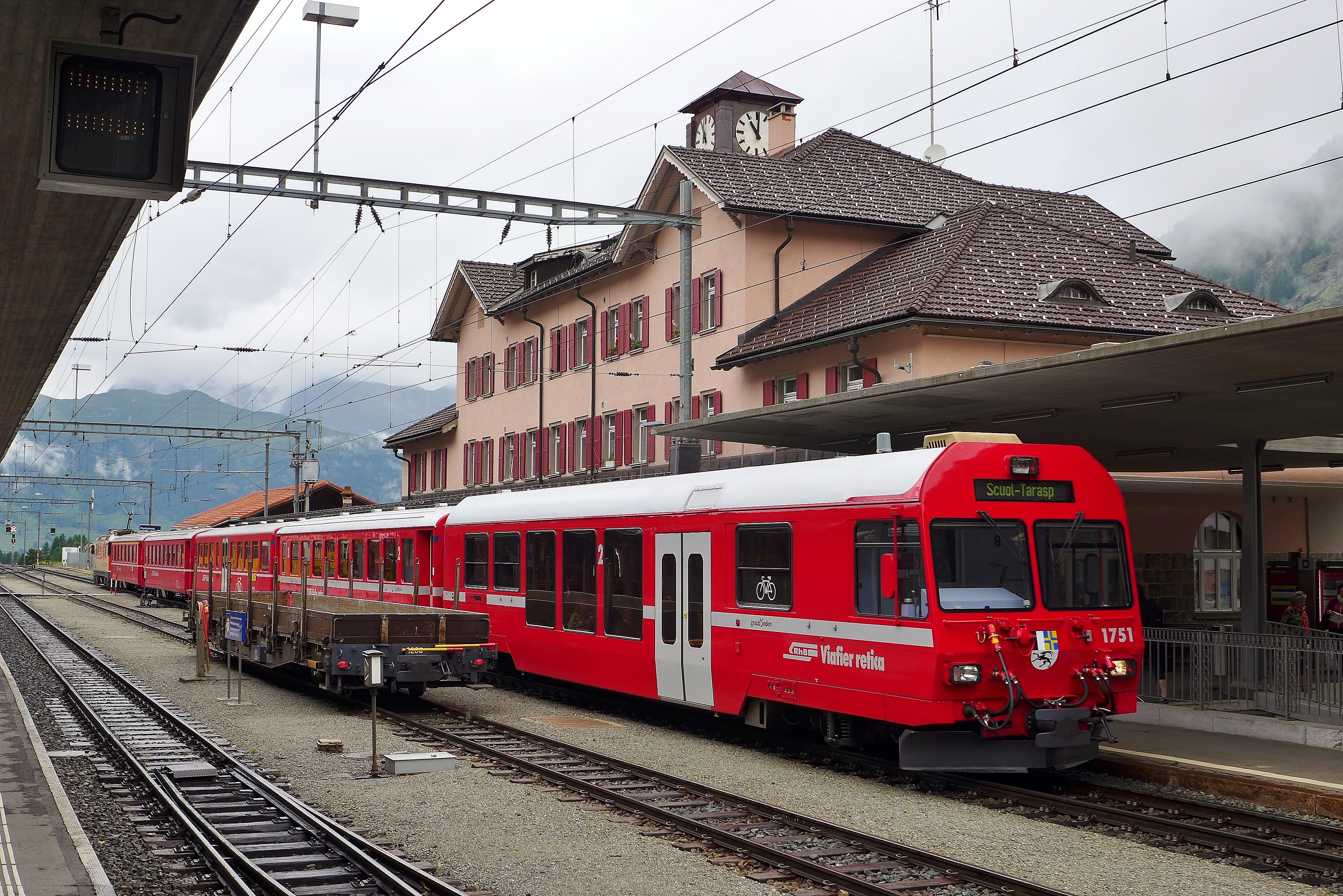
Vonat Pontresina állomáson
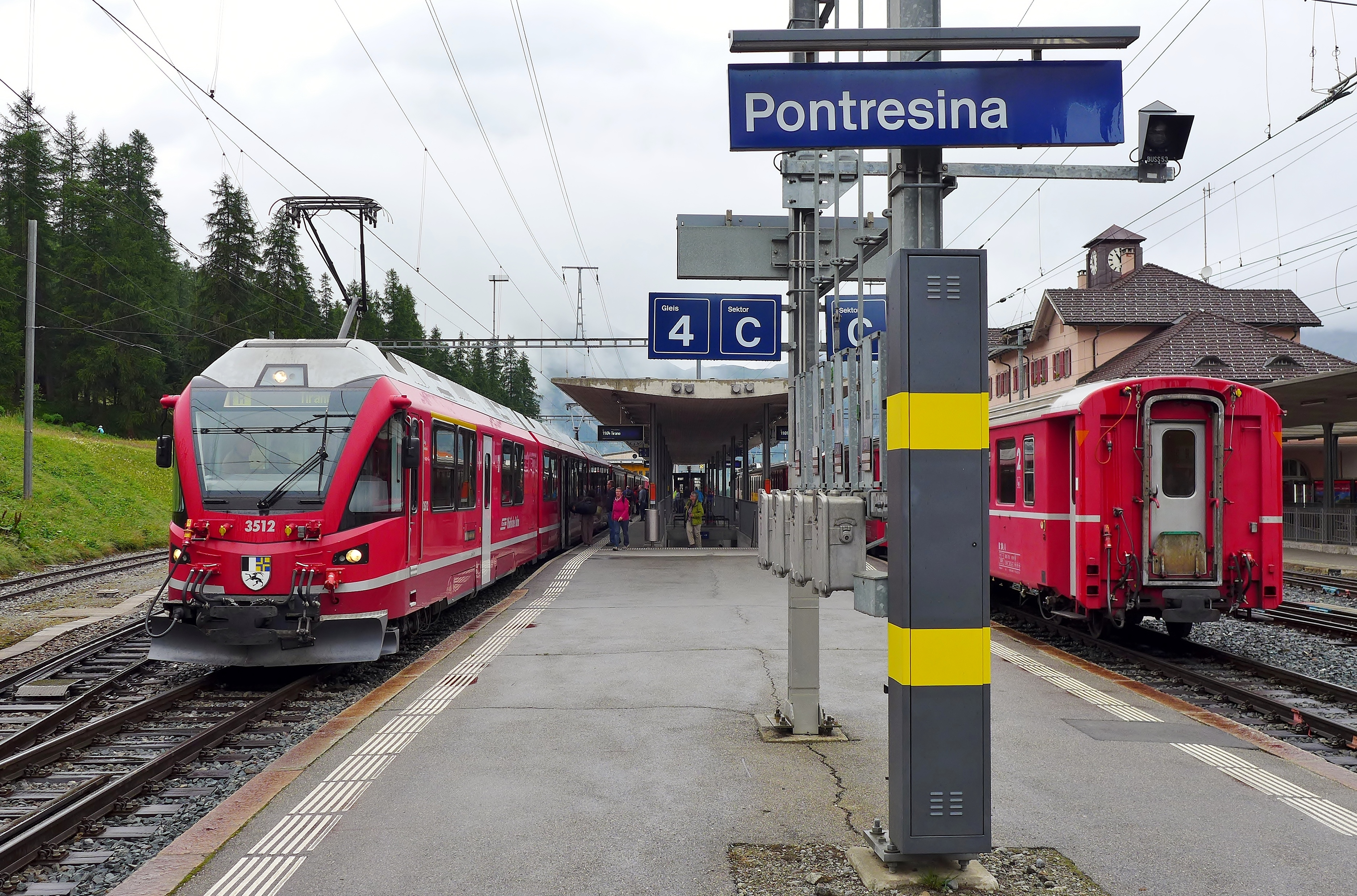
Vonatkereszt Pontresina állomáson
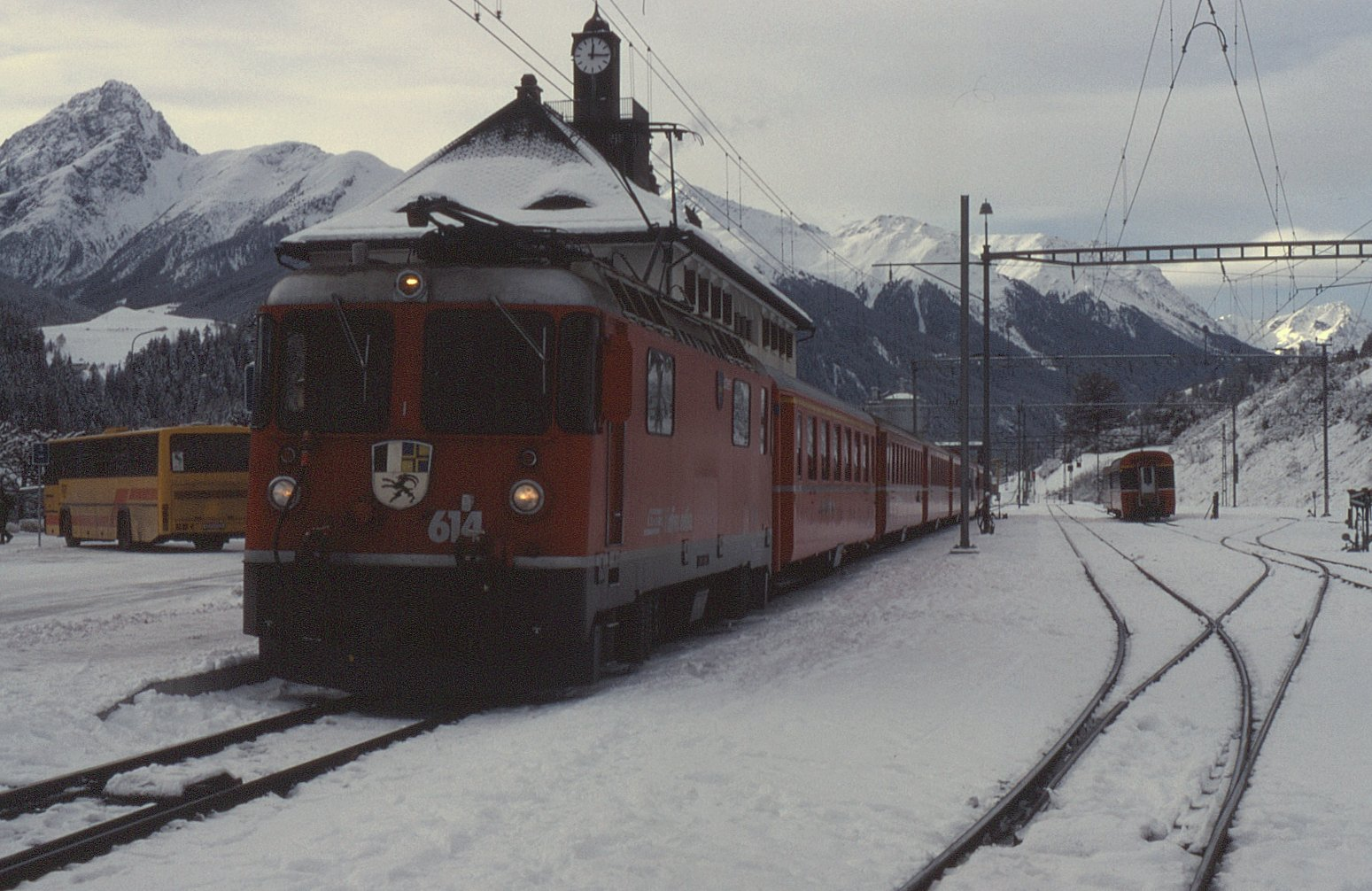
Scuol-Tarasp állomás
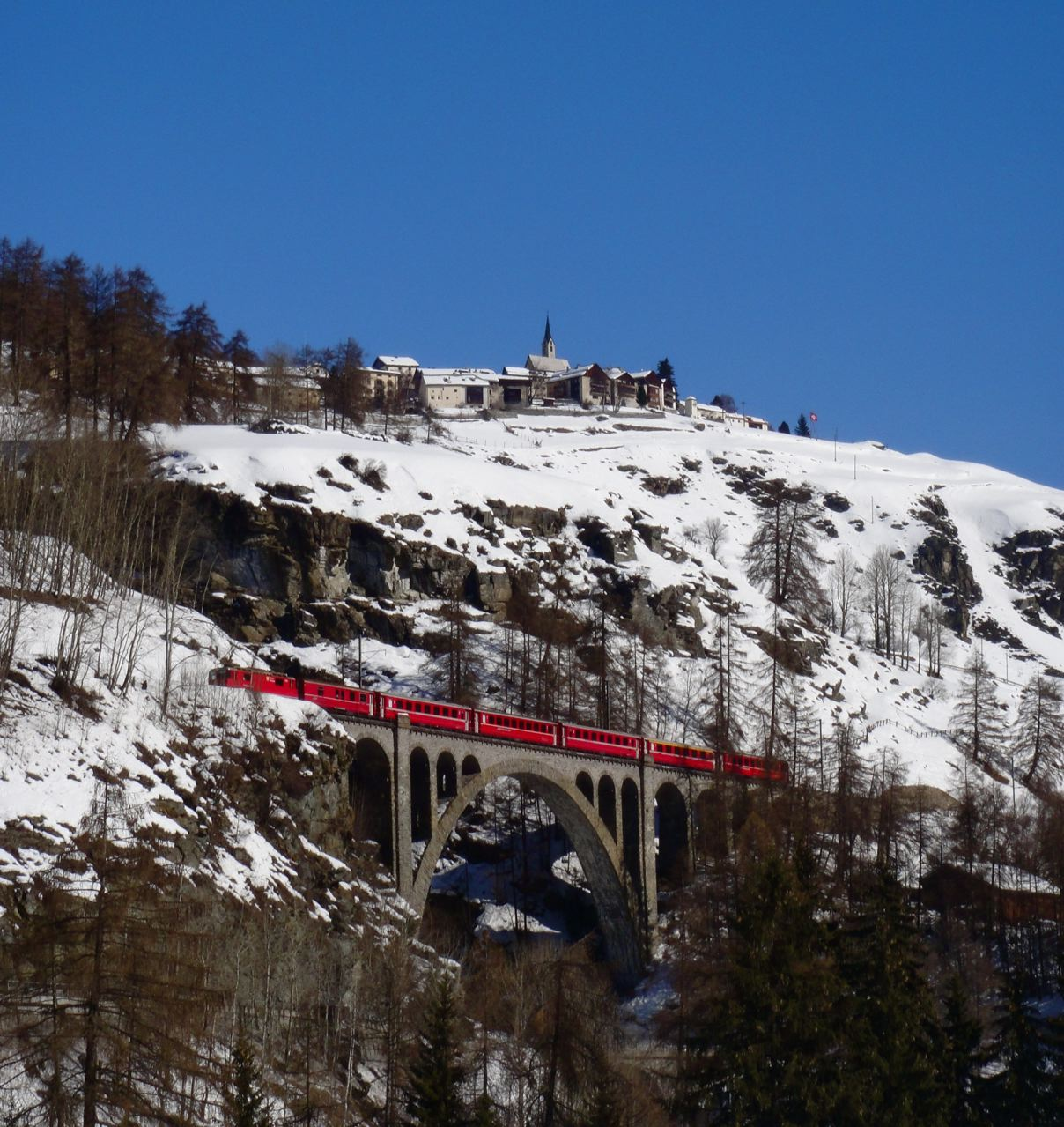
Hyd a vonalon
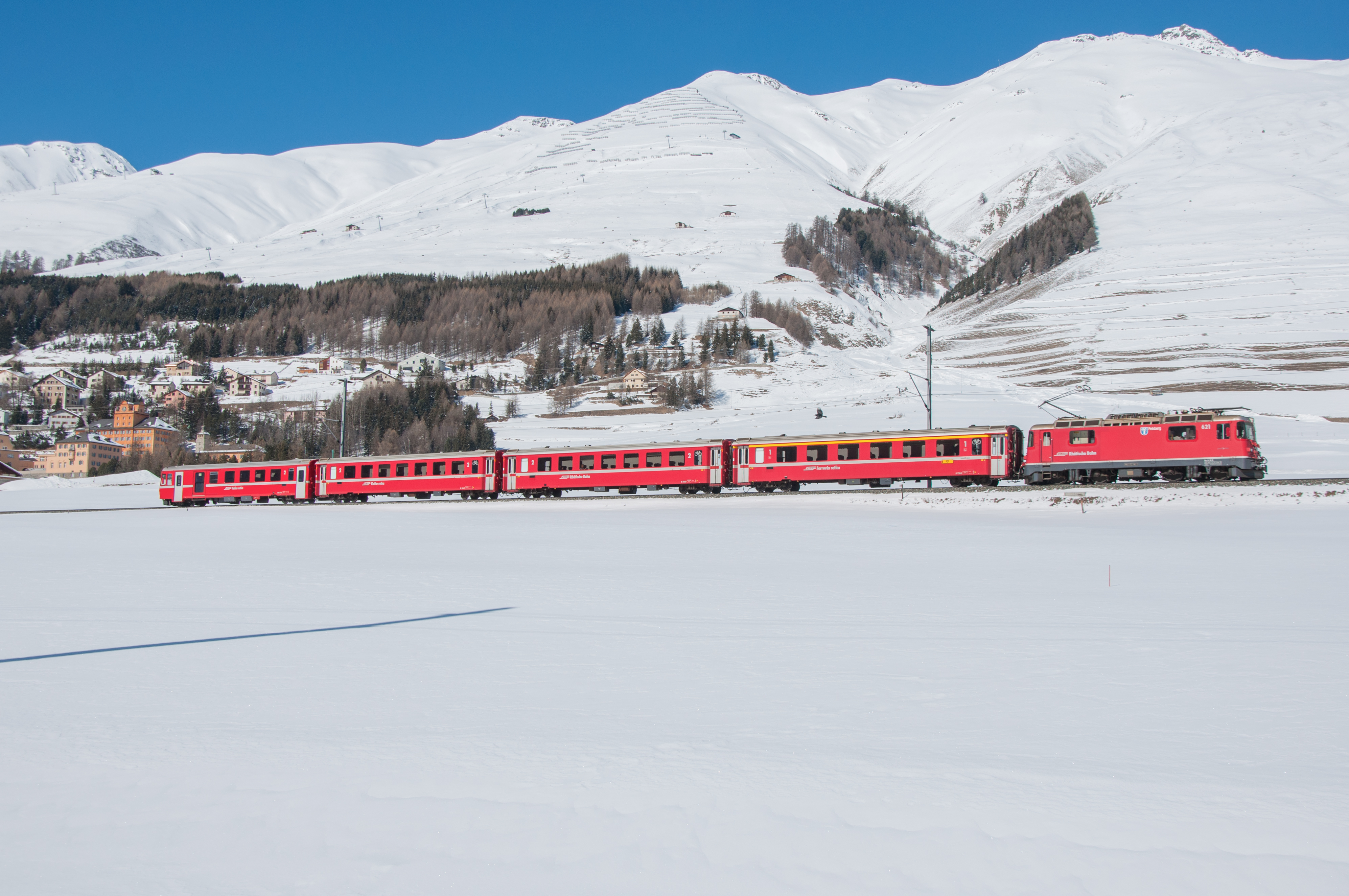